# Ethel (Washington)
Ethel es un área no incorporada ubicada en el condado de Lewis en el estado estadounidense de Washington.

## Geografía
Ethel se encuentra ubicado en las coordenadas 46°31′57″N 122°44′49″O / 46.53250, -122.74694.